# Структурная безработица
Структурная безработица (англ. structural unemployment) — безработица, вызванная устойчивыми институциональными факторами, усложняющими процесс поиска работы. Институциональные факторы связаны с правилами, по которым функционирует рынок труда. Эти правила могут приводить к дополнительным денежным и временным издержкам в процессе найма и увольнения, а также к жестким заработным платам, которые в течение длительного времени могут отклоняться от значений, которые установились бы при совершенной конкуренции на рынке труда.
Структурная безработица является частью естественной и поэтому носит долгосрочный характер, так как ее факторы являются устойчивыми. Они препятствуют достижению полной занятости на рынке труда в долгосрочной перспективе. Этим она отличается от циклической безработицы, вызванной временными спадами экономической активности.

## Определение
Согласно К. Р. Макконнеллу и С. Л. Брю, структурная безработица — безработица, вызванная изменениями в структуре спроса на потребительские товары и в технологии производства, это незанятые, оказывавшиеся без работы из-за отсутствия спроса на их профессии, либо из-за отсутствия у них нужной квалификации.
В БРЭ структурная безработица — это вынужденная безработица, возникающая в связи с несоответствием спроса на труд и профессиональной структуры совокупной рабочей силы, изменением структуры потребительского спроса. Работники включаются в структурную безработицу, когда теряют работу из-за отсутствия спроса на их профессию со стороны работодателей, либо у них не достаточная квалификация, чтобы получить работу.

## Причины структурной безработицы
Основными причинами структурной безработицы являются реальная жесткость заработных плат и ограничения, регулирующие наём и увольнение работников.
Реальная жесткость означает, что заработная плата систематически отклоняется от значения, которое установилось бы в условиях совершенной конкуренции. Отклонение может возникать по следующим причинам.
1. Минимальная заработная плата, которая выше равновесного значения на совершенно конкурентном рынке.
2. Законодательный запрет на понижение заработной платы.
3. Рыночная власть профсоюзов, которые обладают переговорной силой на рынке труда и добиваются более высоких реальных заработных плат.
4. Эффективная заработная плата, которую работодатели вынуждены устанавливать в условиях информационной асимметрии (см. Модель Шапиро — Стиглица).

Перечисленные выше причины появления жестких реальных заработных плат тесно связаны с правилами, по которым работает рынок труда. Кроме того, можно выделить и другие ограничивающие правила и особенности функционирования рынка.
1. Отсутствие информации о вакансиях и работниках, что приводит к затратам на поиск подходящего кандидата и подходящего места работы.
2. Значительные выходные пособия или сложные правила увольнения.
3. Практика заключения долгосрочных трудовых контрактов.

Причиной структурной безработицы может также служить несоответствие квалификации работников предъявляемым требованиям (англ. skill gap).